# Alain Roche
Alain Roche (ur. 14 października 1967 w Brive-la-Gaillarde) – piłkarz francuski grający na pozycji środkowego obrońcy.

## Kariera klubowa
Karierę piłkarską Roche rozpoczął w klubie Girondins Bordeaux. W 1985 roku Aimé Jacquet awansował go do kadry pierwszego zespołu i 20 listopada 18-letni wówczas Alain zadebiutował w Ligue 1 w wygranym 4:0 domowym spotkaniu ze Stade Brestois. Już w 1986 roku zawodnik wywalczył swój pierwszy sukces, którym było zdobycie Pucharu Francji. Mając 19 lat Roche stał się podstawowym zawodnikiem "Żyrondystów" i w 1987 roku drugi raz wywalczył krajowy puchar. Został także po raz pierwszy w karierze mistrzem kraju. W zespole z Bordeaux jesienią 1987 zadebiutował w Pucharze Mistrzów. W Girondins grał do końca sezonu 1988/1989. Następnie odszedł do Olympique Marsylia, w którym występował na środku obrony wraz z Érikiem Di Meco. Pobyt Roche'a na Lazurowym Wybrzeżu trwał jeden sezon, a Roche drugi raz w karierze wywalczył mistrzostwo kraju.
W 1990 roku Roche został zawodnikiem AJ Auxerre, prowadzonego wówczas przez legendę klubu, Guya Roux. W Auxerre, podobnie jak w poprzednich klubach, miał pewne miejsce w składzie na środku obrony i przez dwa lata rozegrał dla tego klubu wszystkie ligowe spotkania.
W 1992 roku Alain przeszedł do stołecznego Paris Saint-Germain, do którego sprowadził go portugalski szkoleniowiec Artur Jorge. W nowej drużynie Roche tworzył środek obrony z Brazylijczykiem Ricardo Gomesem. Już w 1993 roku zdobył z PSG Puchar Francji, a w 1994 roku wywalczył dla tego klubu pierwszy od 8 lat i drugi w historii tytuł mistrza Francji. W 1995 roku zdobył dwa trofea - Puchar Francji oraz Puchar Ligi Francuskiej, a w 1996 - Puchar Zdobywców Pucharów (wystąpił w wygranym 1:0 finale z Rapidem Wiedeń). W 1998 roku po raz kolejny wygrał krajowy puchar, a latem odszedł z zespołu, dla którego rozegrał 193 ligowe spotkania i strzelił 10 goli.
W 1998 roku Roche podpisał kontrakt z hiszpańską Valencią. W Primera Division zadebiutował 29 sierpnia w wygranym 1:0 spotkaniu z Atlético Madryt. w sezonie 1998/1999 był podstawowym zawodnikiem zespołu. Zajął z nim 4. miejsce w La Liga i wywalczył Puchar Hiszpanii. Jednak w kolejnym sezonie rozegrał tylko dwa spotkania, głównie z powodu urazów. W 2000 roku wrócił do Francji i ponownie występował w Girondins Bordeaux. Nie osiągnął jednak większych sukcesów i w 2002 roku w wieku 35 lat zakończył piłkarską karierę.
| Sezon   | Klub                | Kraj      | Rozgrywki        | Mecze | Bramki |
| ------- | ------------------- | --------- | ---------------- | ----- | ------ |
| 1985/86 | Girondins Bordeaux  | Francja   | Ligue 1          | 18    | 2      |
| 1986/87 | Girondins Bordeaux  | Francja   | Ligue 1          | 28    | 0      |
| 1987/88 | Girondins Bordeaux  | Francja   | Ligue 1          | 33    | 2      |
| 1988/89 | Girondins Bordeaux  | Francja   | Ligue 1          | 33    | 0      |
| 1989/90 | Olympique Marsylia  | Francja   | Ligue 1          | 25    | 0      |
| 1990/91 | AJ Auxerre          | Francja   | Ligue 1          | 38    | 2      |
| 1991/92 | AJ Auxerre          | Francja   | Ligue 1          | 38    | 5      |
| 1992/93 | Paris Saint-Germain | Francja   | Ligue 1          | 34    | 4      |
| 1993/94 | Paris Saint-Germain | Francja   | Ligue 1          | 30    | 2      |
| 1994/95 | Paris Saint-Germain | Francja   | Ligue 1          | 32    | 2      |
| 1995/96 | Paris Saint-Germain | Francja   | Ligue 1          | 14    | 0      |
| 1996/97 | Paris Saint-Germain | Francja   | Ligue 1          | 21    | 0      |
| 1997/98 | Paris Saint-Germain | Francja   | Ligue 1          | 22    | 0      |
| 1998/99 | Valencia CF         | Hiszpania | Primera Division | 29    | 0      |
| 1999/00 | Valencia CF         | Hiszpania | Primera Division | 2     | 0      |
| 2000/01 | Girondins Bordeaux  | Francja   | Ligue 1          | 27    | 2      |
| 2001/02 | Girondins Bordeaux  | Francja   | Ligue 1          | 19    | 0      |

## Kariera reprezentacyjna
Karierę reprezentacyjną Roche rozpoczął od występów w reprezentacji Francji U-21. W 1988 roku wywalczył z nią mistrzostwo Europy na Mistrzostwach Europy U-21. W pierwszej reprezentacji kraju swój pierwszy mecz Alain zaliczył 19 listopada tego samego roku przeciwko Jugosławii (2:3). W 1996 roku został powołany przez selekcjonera Aime Jacqueta do kadry na Euro 96. Tam wystąpił w trzech spotkaniach: grupowych z Rumunią (1:0) oraz z Hiszpanią, a także w półfinale z Czechami (0:0, karne 5:6). Po tym turnieju zakończył reprezentacyjną karierę, a w drużynie narodowej rozegrał łącznie 25 spotkań, w których strzelił jednego gola.